# Trần Hồng Thái
Trần Hồng Thái là một nhà khoa học, chính khách Việt Nam, hiện giữ chức vụ Phó Bí thư Tỉnh ủy, Chủ tịch UBND tỉnh Lâm Đồng, nguyên Thứ trưởng Bộ Khoa học và Công nghệ Việt Nam.
Trần Hồng Thái sinh năm 1974, quê quán xã Kim Song Trường, huyện Can Lộc, tỉnh Hà Tĩnh. Ông Thái từ nhỏ học phổ thông ở Hà Nội, tốt nghiệp đại học tại Nga, chuyên ngành Tự động hóa điều khiển quá trình nhiệt năng tại Nga năm 1997; bảo vệ luận án Tiến sĩ chuyên ngành Khoa học Trái Đất và Toán học tại Đại học Heidelberg (Đức) năm 2005. Năm 2011, ông vinh dự được công nhận là Phó Giáo sư ngành Khoa học Trái Đất, liên ngành Khoa học Trái Đất – Mỏ. Năm 2019, ông vinh dự được công nhận là Giáo sư ngành Khoa học Trái Đất, liên ngành Khoa học Trái Đất – Mỏ.
Ông từng là nghiên cứu viên ở Viện Khoa học Khí tượng Thủy văn và Môi trường, sau đó trở thành lãnh đạo viện này.
Từ tháng 4 năm 2018 đến tháng 3 năm 2019, ông Thái được phân công phụ trách Tổng cục, sau đó được bổ nhiệm giữ chức Tổng cục trưởng Tổng cục Khí tượng Thủy văn từ tháng 3 năm 2019.
Từ tháng 10 năm 2023, ông Thái giữ chức vụ Thứ trưởng Bộ Khoa học và Công nghệ.
Ngày 23 tháng 8 năm 2024, Ban Bí thư điều động và chỉ định ông Trần Hồng Thái, Thứ trưởng Bộ Khoa học và Công nghệ tham gia Ban Chấp hành, Ban Thường vụ và giữ chức Phó Bí thư Tỉnh ủy Lâm Đồng.
Ông là em trai của phó thủ tướng Trần Hồng Hà (chính khách) 